# آرتور چسترز
آرتور چسترز (انگلیسی: Arthur Chesters; ۱۴ فوریهٔ ۱۹۱۰ – ۲۳ مارس ۱۹۶۳) بازیکن فوتبال اهل بریتانیا بود.
از باشگاه‌هایی که در آن بازی کرده‌است می‌توان به باشگاه فوتبال منچستر یونایتد اشاره کرد.